# Abbasabad-e Hadżi
Abbasabad-e Hadżi (pers. عباس ابادحاجي) – miejscowość w południowym Iranie, w ostanie Kerman. W 2006 roku miejscowość liczyła 2086 osób w 516 rodzinach.